# Мірча I Старий
Мірча I Старий (рум. Mircea cel Bătrân; 1355 — 1418) — волоський воєвода, а потім — господар Волощини (1386—1395, 1396—1418).

## Біографія

### Походження та родина
Мірча народився в аристократичній родині, його батьком був воєвода Раду I з династії Басарабів, а матір'ю — Калініца, яка також походила зі знатної родини. Він був батьком Влада II Дракула і Олександра I Алдя, і дідом Мірча II, Влада Цепеша (Дракули), Влада Калугарула і Раду Вродливого. Всі вони в свій час будуть правити в Цара Роминяска.

### Історичне значення

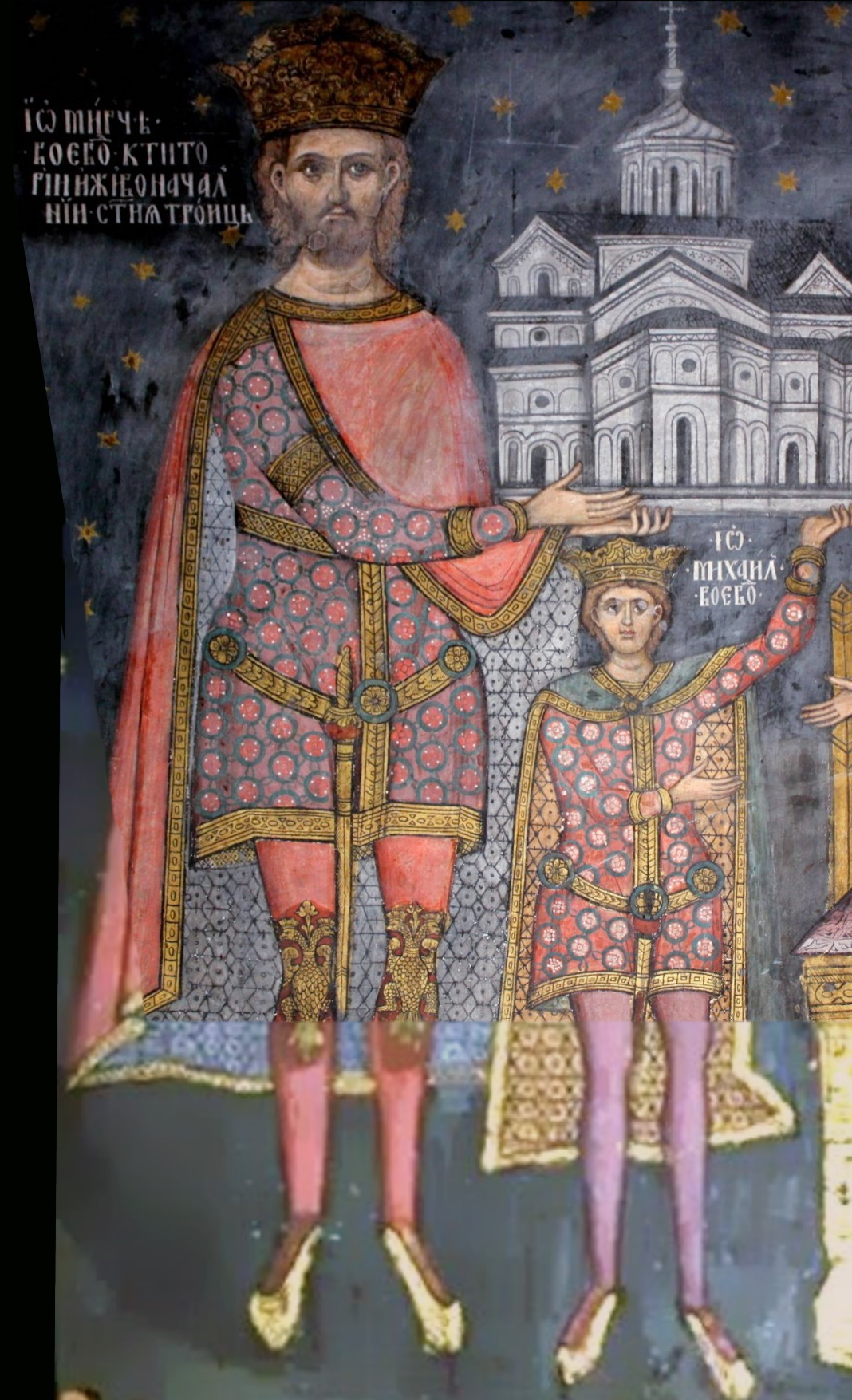
Мірча I Старий на фресці зі своїм старшим сином Михаїлом

З 1386 року він стає правителем князівства Валахія. Проводив активну політичну і економічну діяльність, спрямовану на зміцнення позицій його держави. У роки правління Мірчі Старого Валахія досягла свого найбільшого розширення; її кордони проходили по річці Олт на півночі, по Дунаю на півдні, і від дунайського Кламма (Залізних воріт) на заході — до Чорного моря на сході. Мірча зміцнив владу держави і організував різні високі посади, сприяв економічному розвитку, він зумів значно збільшити доходи країни і почав карбування валаською срібної монети, що мала ходіння не тільки на батьківщині, але і в сусідніх країнах. Мірча підтвердив привілеї, даровані його попередниками місту Брашов, а також створив сприятливі умови для діяльності у Валахії купців з королівства Польського та Литви. Завдяки всьому цьому Мірча Старий зумів збільшити і краще оснастити своє військо, зміцнити дунайський фортеці. Підтримував діяльність православної церкви.
У своїй зовнішній політиці Мірча Старий керувався в першу чергу попередженням турецької небезпеки і у зв'язку з цим укладав політичні союзи з християнськими государями Європи. Так, за посередництва государя Молдови Петра Мушата, Мірча Старий укладає в 1389 році договір про взаємодопомогу з королем Польщі Владиславом II Ягайло . Цей пакт був продовжений в 1404 і 1410 роках. Він перебував також в союзних і дружніх відносинах з імператором Священної Римської імперії і королем Угорщини Сигізмундом Люксембургом.

### Конфлікти з Османською імперією

Волощина за часів Мірчи I Старого (1390)

Так як Мірча Старий підтримував опір болгар і греків південніше Дунаю турецькій навалі, в 1394 турецька армія чисельністю в 40 тисяч воїнів під проводом султана Баязида I, супроводжувана васальними загонами з Сербії, перейшла Дунай і вторглася в Валахію. Мірча Старий на чолі свого 10-тисячного війська не міг протистояти переважаючим силам супротивника, і розв'язав у своїй країні партизанську війну проти загарбників, діючи із засідок, знищуючи тили і фуражирів противника, намагаючись викликати голод в турецькій армії. 10 жовтня 1394 (за іншими відомостями — 17 травня 1395) відбулася вирішальна битва при Ровіне, після якої туркам довелося покинути Валахію. Після цього Мірча Старий, за допомогою короля Сигізмунда, зумів знешкодити турецького ставленика на престол Валахії Влада.
У 1396 році Мирча Старий бере участь на стороні угорців у хрестовому поході проти турків, що закінчився поразкою хрестоносців 25 вересня під болгарським містом Нікополь. У 1397 і 1400 роках Мірча успішно відбивав набіги турків на свою країну. Після розгрому турків військами Тамерлана в 1402 році в битві при Ангорі в Османській державі починається період міжусобиць і боротьби за владу. Мірча спільно з угорцями використовують його для організації нового хрестового походу проти османів. У 1404 році він повертає до складу Валахії Добруджу. Мірча також втручається в боротьбу претендентів на султанський престол і підтримує в ній Мусу, на деякий час зумів стати султаном.

### Культурні здобутки

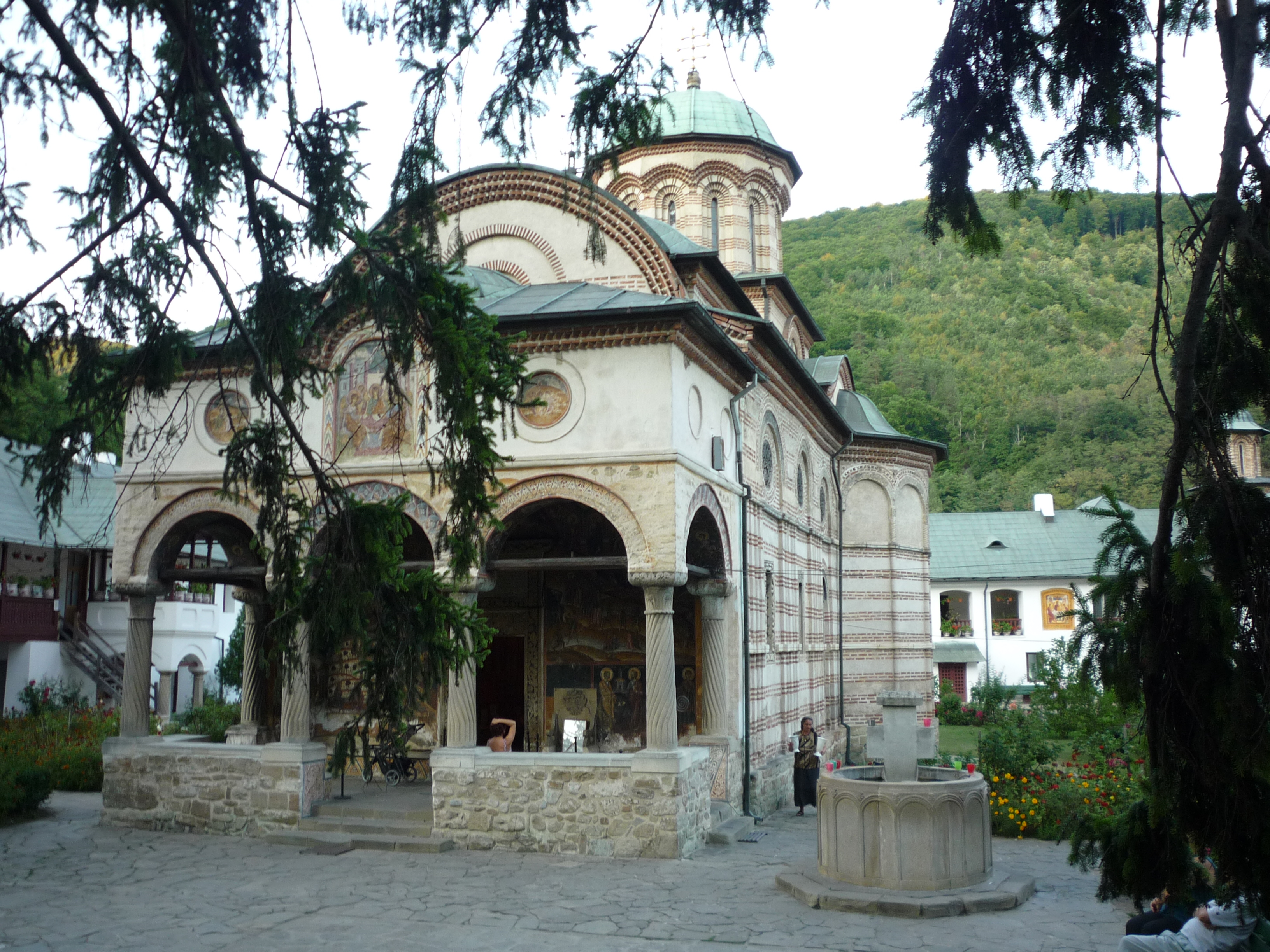
Монастир Козія побудований за вказівкою Мірчі Старого

Мірча Старий був відомим покровителем мистецтв, займався будівництвом (зокрема, за його вказівкою було споруджено монументальну будівлю монастиря Козія який знаходиться в Келіменешті, створеного за зразком Крушавецького собору в Сербії). Наприкінці свого правління Мірча Старий був змушений підписати з турками договір, за яким ті визнавали незалежність Валахії за виплату їм щорічно 3 тисяч золотих.

### Пам'ять
Іменем Мірчі Старого (Mircea) названий навчальний вітрильний корабель сучасних румунських ВМС.

## Титул
- 1390:

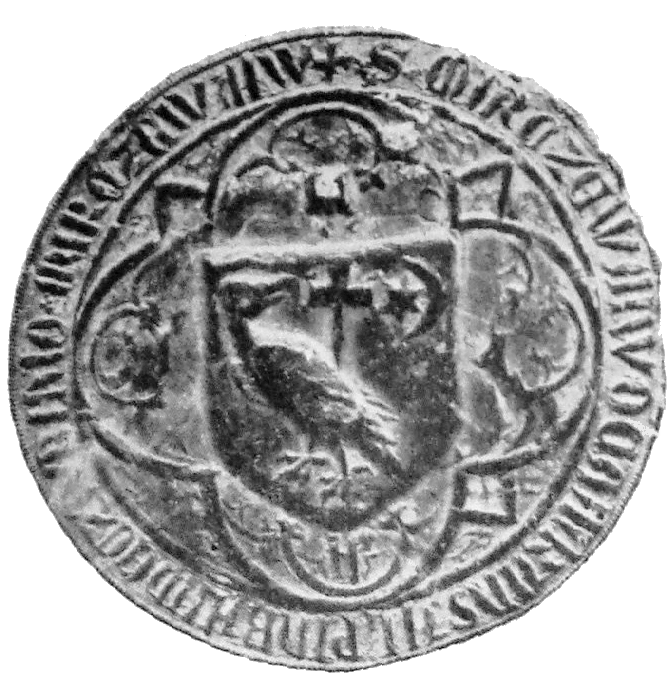
Печатка Мірчі (1390)

  - церк.-слов. азъ Іω. Мирча великый воивода и г[оспо]д[и]нъ въсей земи ү́гро-влахїйской и запланинскым[ъ] страна[мъ][1]
  - церк.-слов. Іω. Мирча, вωевода, милостїѧ божїеѧ господар[ь][1]
- ?:
  - церк.-слов. азъ  иже въ Христа Бога благовѣрнии и христѡлюбивии и самодръжавни Іѡ Мирча, великыи воевода и господинь, ѡбладаѫщѹ ми и господствѡщѹ ми въсеи земи Угровлахіи и запланинскым еще же и кѫ татарскым странам и ѡбапол по въсемѹ подѹнавиѹ даже и до великаго морѣ, и милостиѫ божіеѫ и Дръстрѹ градѹ влад(а)лец[2]

### Монографії
- Panaitescu, P.P. Mircea cel Bătrân, ediția a II-a, București: Editura Corint,, 2000.
- Giurescu, C. Istoria Românilor, Ed. All Educațional, București, 2003.
- Constantinescu, N. Mircea cel Bătrân, Ed. Militară, București, 1981.
- V. Mărculeț, A.V. Ștefănescu, S. Ion, Gherghina Boda, G. Marcu, M. Chiriac, Elena-Gabriela Maximciuc, I. Mărculeț, S. Stoica, Dicționarul domnilor Țării Românești și ai Moldovei, Ed. Meronia, București, 2009.
- Bogdan Petriceicu Hasdeu, Istoria critică a românilor, vol. I, București, 1875.
- A. D. Xenopol, Istoria românilor din Dacia Traiană, vol. I, Iași, 1889.
- Nicolae Iorga, Studii și documente cu privire la istoria românilor, vol. III, București, 1901.
- Dan Cernovodeanu, Știința și arta heraldică în România, Ed. Științifică și Enciclopedică, București, 1977